# MAN Trucks

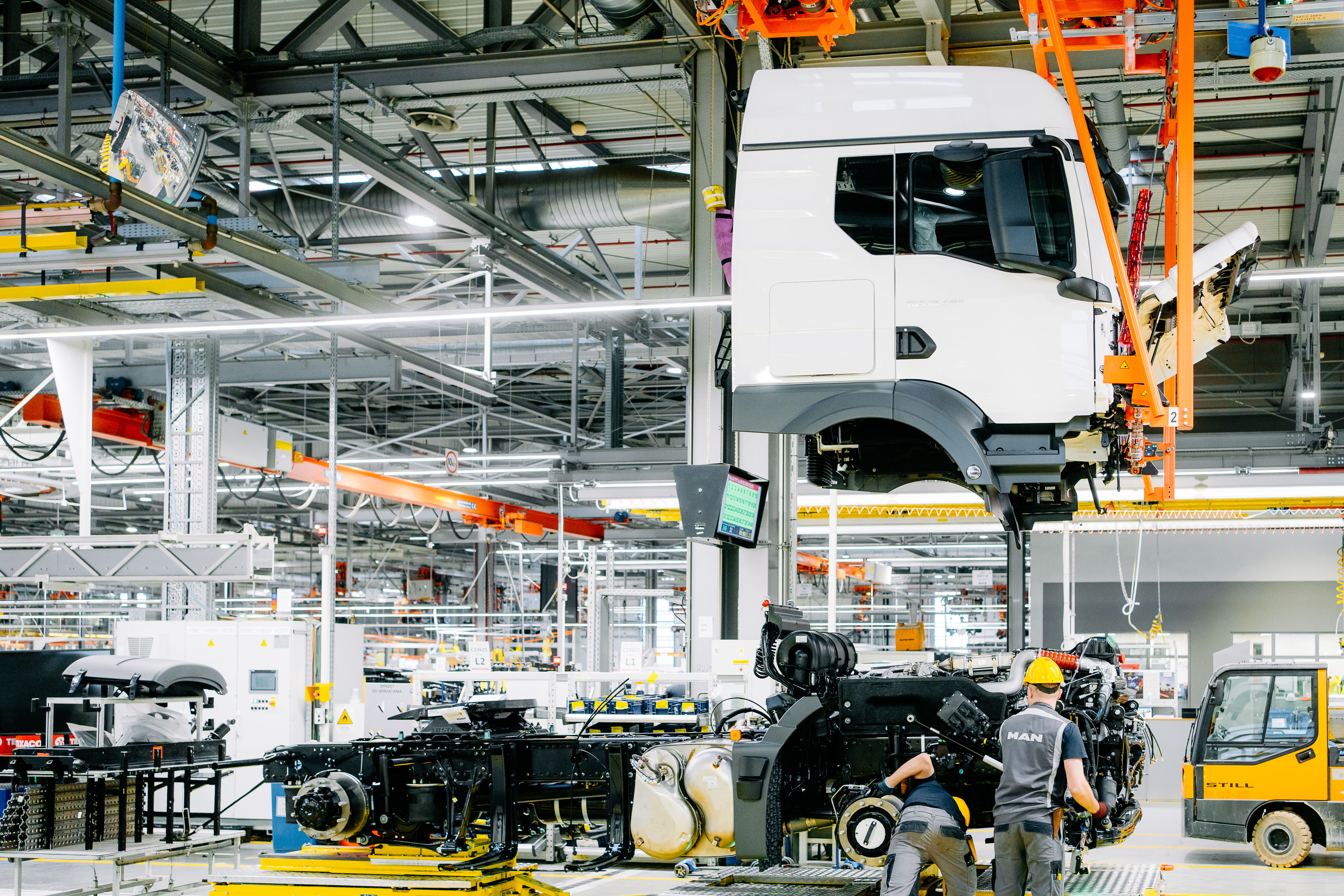
Linia montażowa pojazdów ciężarowych

MAN Trucks Sp. z o.o – spółka koncernu MAN w podkrakowskich Niepołomicach.

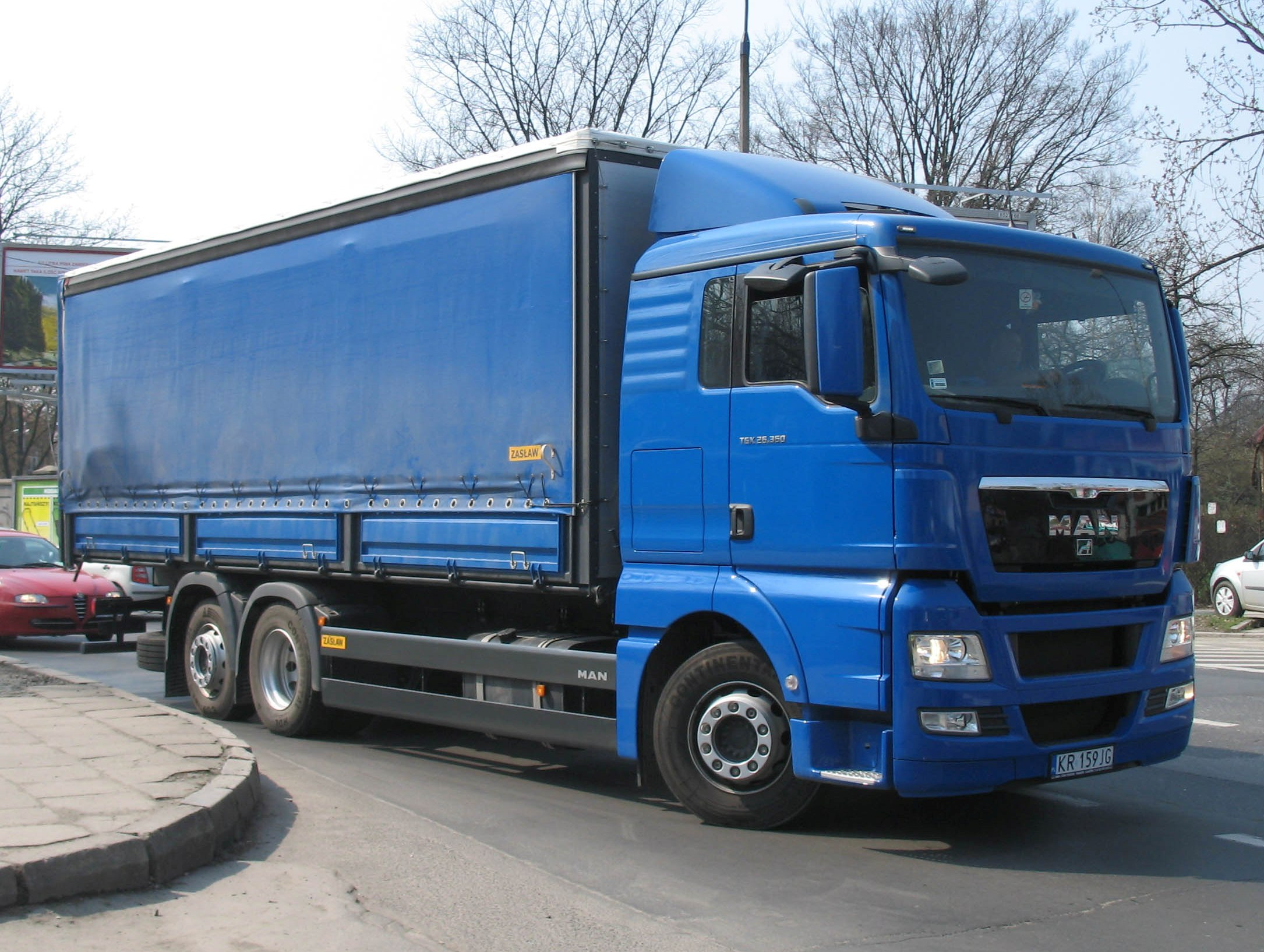
MAN TGX 26.360 wyprodukowany w Niepołomicach

Zakład w Niepołomicach koło Krakowa to jeden z najmłodszych ośrodków produkcyjnych stanowiący integralną część sieci produkcyjnej Grupy MAN Truck & Bus SE. Został otwarty w październiku 2007 po niespełna dwuletnim okresie budowy. MAN Trucks Kraków jest zakładem montażowym, co oznacza, że główne podzespoły, takie jak osie, silniki są dostarczane przez inne zakłady MAN, bądź przez zewnętrznych dostawców.
Na terenie MAN Trucks Kraków znajduje się również Truck Modification Center, to obszar, gdzie ciężarówki są dostosowywane do indywidualnych wymagań klientów. Producent zajmuje się modyfikacjami pojazdów, co obejmuje zarówno elementy funkcjonalne, jak i estetyczne, odpowiadając na rosnące zapotrzebowanie klienta.
Zakres produkcji obejmuje pojazdy ciężarowe z serii TGS, TGX i TGM oraz TGL, montowane w różnych konfiguracjach jako pojazdy 2, 3, 4 i 5-osiowe. Zakład dostarcza swoje produkty na rynki Europy, Bliskiego Wschodu, do Azji i Afryki. Rocznie produkowanych jest tutaj kilkadziesiąt tysięcy pojazdów MAN.
Zakład w Niepołomicach angażuje się w regionalne projekty, również w obszarze edukacyjnym i zwraca wielką uwagę na ochronę środowiska naturalnego. Jako jeden z nielicznych polskich przedsiębiorstw, od roku 2011 certyfikuje system ekozarządzania i audytu według wysokich standardów systemu EMAS oraz certytikat OHSAS 18001:2007 od 2014. Zakład został również pięciokrotnie wyróżniony certyfikatem „TOP Employers Polska“.